# Grandjeanobates novazealandicus
Grandjeanobates novazealandicus är en kvalsterart som beskrevs av Hammer 1967. Grandjeanobates novazealandicus ingår i släktet Grandjeanobates och familjen Scheloribatidae. Inga underarter finns listade i Catalogue of Life.